# هیگاشی‌ایزو
هیگاشی‌ایزو (به لاتین: Higashiizu) یک منطقهٔ مسکونی در ژاپن است که در Kamo District واقع شده‌است. هیگاشی‌ایزو ۷۷٫۸۳ کیلومترمربع مساحت و ۱۳٬۰۷۱ نفر جمعیت دارد.